# Бугаєв Євген Йосипович
Євген Йосипович Бугаєв (нар. 28 листопада 1912, тепер Верхньодвінського району Вітебської області, Білорусь — 1997, місто Москва) — радянський державний діяч, журналіст, 1-й секретар Мінського обласного комітету КП(б) Білорусі, головний редактор журналу «Партийная жизнь». Член Центральної Ревізійної комісії КПРС у 1961—1966 роках. Кандидат історичних наук, доктор історичних наук (1971), професор.

## Життєпис
Трудову діяльність розпочав вчителем сільської школи. З 1938 по 1940 рік — на керівній комсомольській роботі.
Член ВКП(б) з 1939 року.
У 1940 році закінчив Інститут історії, філософії та літератури імені Чернишевського в Москві.
У 1940—1942 роках — слухач Вищої партійної школи при ЦК ВКП(б).
З червня 1942 року — на партійній роботі: інструктор Управління пропаганди і агітації ЦК ВКП(б), інструктор відділу підготовки і перепідготовки кадрів Управління кадрів ЦК ВКП(б).
У 1944—1946 роках — секретар Гомельського обласного комітету КП(б) Білорусі з пропаганди.
У 1946—1947 роках — секретар ЦК КП(б) Білорусі з пропаганди і агітації, завідувач відділу ЦК КП(б) Білорусі.
З січня по грудень 1948 року — 1-й секретар Мінського обласного комітету КП(б) Білорусі. 
Одночасно з 17 березня 1948 по 14 квітня 1949 року — голова Верховної Ради Білоруської РСР.
З лютого по березень 1949 року — завідувач сектора відділу пропаганди і агітації ЦК ВКП(б).
У 1949—1954 роках — секретар Омського обласного комітету ВКП(б) (КПРС).
У 1954—1956 роках — заступник головного редактора журналу «Партийная жизнь».
У 1956—1958 роках працював у апараті ЦК КПРС.
У 1958—1960 роках — завідувач відділу журналу «Проблемы мира и социализма».
У 1960—1961 роках — головний редактор журналу «Вопросы истории КПСС».
У 1961—1964 роках — головний редактор журналу «Партийная жизнь».
Одночасно у 1962—1986 роках — викладач Академії суспільних наук при ЦК КПРС.
У 1964—1986 роках — член редакційної колегії, заступник головного редактора журналу «Коммунист».
У 1970 році захистив як докторську дисертацію доповідь по сукупності робіт «КПРС — вождь соціалістичної революції, керівна сила будівництва соціалізму, комунізму».
З 1986 року — персональний пенсіонер союзного значення в Москві.
Помер 1997 року в Москві.

## Нагороди
- орден Леніна (1962)
- орден Жовтневої Революції (1974)
- два ордени Трудового Червоного Прапора (1984)
- медалі